# 卡達教育
卡塔尔教育，近幾年來，卡達政府十分重視教育。每一名兒童可以享受由幼稚園到大學的免費教育。
卡達只有一所國立大學卡達大學，但仍有許多其他高等教育機構；在卡達基金會的支持下，許多美國和加拿大的大學和學院也在卡達教育城建立了分支機構，開設專修課程。這些大學包括卡內基梅隆大學、喬治城大學、德州農工大學、維吉尼亞聯邦大學、康乃爾大學等。2004年，卡達在教育城建立了卡達科學技術公園以加強大學和工業間的溝通。
2002年11月，埃米爾哈馬德創立了卡達高等教育理事會。這個機構指導並管理所有年齡人的教育。
埃米爾的第二個妻子，Sheikha Mozah Bint Nasser Al-Missned，對教育改革的起步發揮了很大的作用，目前她負責卡達基金會並在卡達高等教育理事會任職。